# Centrum Wsparcia Mobilnych Systemów Dowodzenia
Centrum Wsparcia Mobilnych Systemów Dowodzenia Wojsk Lądowych (CWMSD), następnie Centrum Wsparcia Systemów Dowodzenia Dowództwa Generalnego Rodzajów Sił Zbrojnych (CWSD DG RSZ); obecnie Centrum Wsparcia Systemów Dowodzenia Sił Zbrojnych (CWSD SZ) – instytucja wdrażająca i realizująca nadzór nad eksploatacją systemów informatycznego wsparcia dowodzenia w Wojskach Lądowych. Centrum zajmuje się ponadto analizą wykorzystania systemów dowodzenia i możliwości rozbudowy i modernizacji tych systemów. Zapewnia właściwą organizację i kompatybilność systemów informatycznych i dowodzenia na poziomie mobilnej rozległej sieci teleinformatycznej. Żołnierze CWMSD uczestniczą także w pracach w ramach międzynarodowych grup rozwojowych np. programu MIP, NATO Coalition Warrior Interoperability Demonstration, Combined Endeavor. Żołnierze centrum działają również na rzecz Polskich Kontyngentów Wojskowych poza granicami kraju.
Przeznaczeniem CWMSD jest wsparcie administratorów  systemów informatycznych podczas ćwiczeń organizowanych przez Dowództwo Wojsk  Lądowych oraz jednostki bezpośrednio jemu podległe. Priorytetowym zadaniem szkoleniowym CWMSD jest przygotowanie oraz udział wydzielonych sił i środków łączności i informatyki w warsztatach o kryptonimie „Aster”.
Instytucja z początkiem 2014 roku zostaje przeformowania w Centrum Wsparcia Systemów Dowodzenia Dowództwa Generalnego Rodzajów Sił Zbrojnych. Rozbudowuje się struktura, a w konsekwencji i stan osobowy, zwiększając zgromadzony w Centrum potencjał intelektualny gotowy sprostać nowym wyzwaniom.

Insygnia
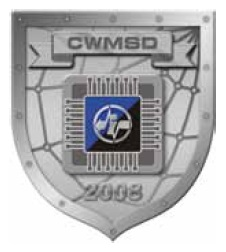
Odznaka pamiątkowa CWMSD (2010-2014)
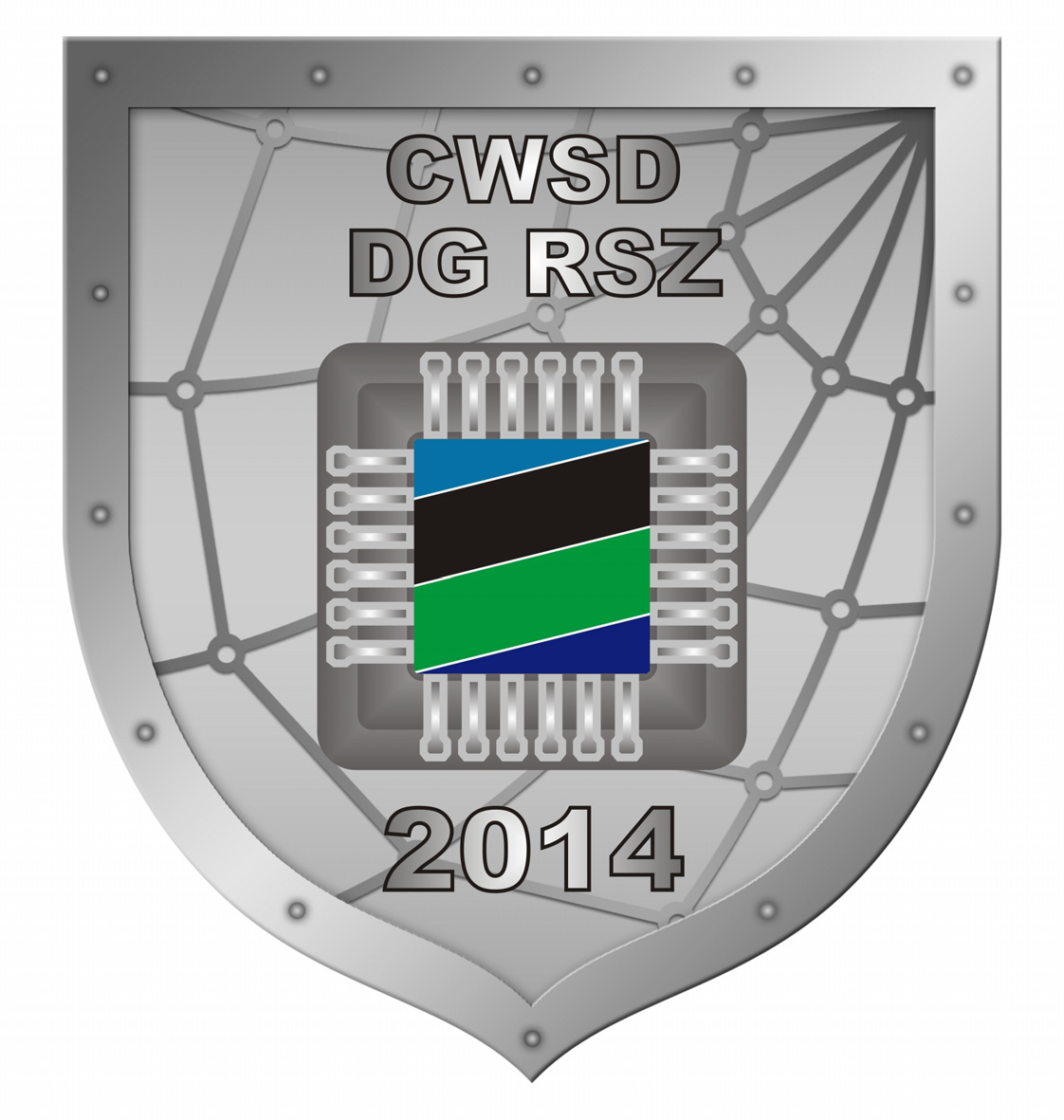
Odznaka pamiątkowa CWSD DG RSZ (2014-2024)
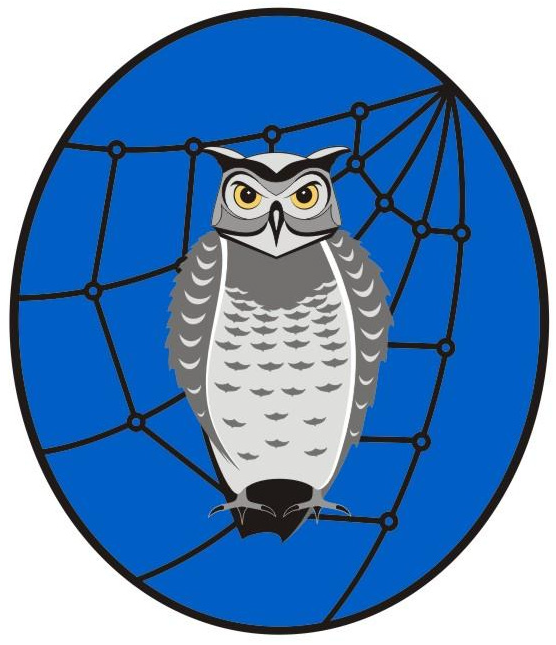
Oznaka rozpoznawcza na mundur wyjściowy CWSD DG RSZ (2014-2024)
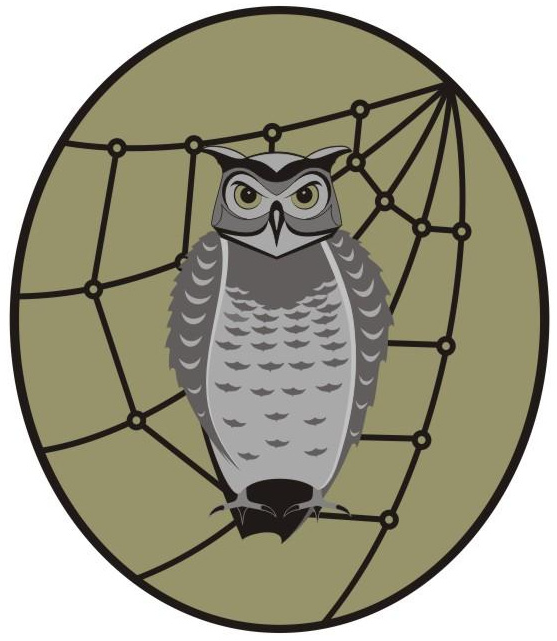
Oznaka rozpoznawcza na mundur polowy CWSD DG RSZ (2014-2024)
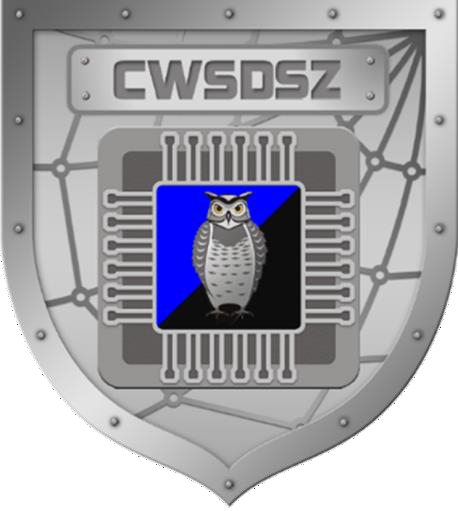
Odznaka pamiątkowa CWSD SZ (od 2024)
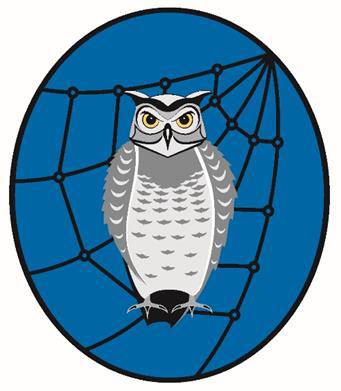
Oznaka rozpoznawcza na mundur wyjściowy CWSD SZ (od 2024)
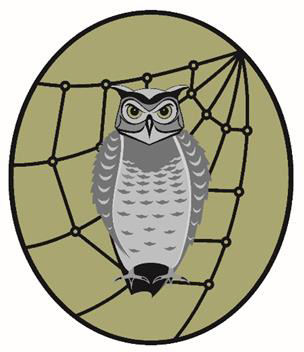
Oznaka rozpoznawcza na mundur polowy CWSD SZ (od 2024)
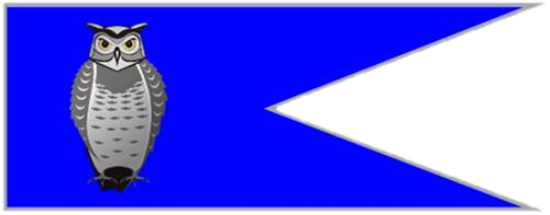
Proporczyk na beret CWSD SZ (od 2024)

## Struktura

### Pion Systemów Wsparcia Dowodzenia
Odpowiada za funkcjonowanie systemów oraz utrzymanie baz danych, a także za administrowanie infrastrukturą programowo-sprzętową serwerów baz danych Zautomatyzowanych Systemów Dowodzenia.

### Pion Mobilnych Sieci Teleinformatycznych
Zajmuje się nadzorem nad administrowaniem sieciami oraz systemami wspomagającymi dowodzenie w czasie działań bojowych w warunkach polowych.

### Pion Systemów Symulacji Pola Walki
Utworzony w 2013 roku na bazie samodzielnego wydziału symulacji, planuje i realizuje zadania związane z przygotowaniem i przeprowadzeniem ćwiczeń z wykorzystaniem systemów symulacji pola walki oraz szkoleniem niezbędnym do opanowania umiejętności stosowania tych systemów w Wojskach Lądowych (obecnie w DG RSZ).

### Wydział Analiz i Wdrożeń Nowych Technologii
Zadaniem samodzielnego wydziału jest prowadzenie wszechstronnych analiz technologii informatycznych na potrzeby Wojsk Lądowych (obecnie w DG RSZ). Wydział działa na rzecz  pozostałych pionów funkcjonalnych. Wykorzystuje najnowsze technologie teleinformatyczne przewidywane do zastosowania w zautomatyzowanych systemach dowodzenia oraz kierowania środkami walki w Wojskach Lądowych(obecnie w DG RSZ).